# Lotta greco-romana ai Giochi della XVIII Olimpiade - Pesi gallo
La competizione della categoria pesi gallo (fino a 57 kg) di lotta greco-romana dei Giochi della XVIII Olimpiade si è svolta dal 16 al 19 ottobre 1964 alla Arena Nippon Budokan a Tokyo.

## Formato
Ad ogni incontro venivano assegnate le seguenti penalità:
- 0 = Al vincitore per schienata
- 1 = Al vincitore ai punti
- 2 = In caso di pareggio
- 3 = Allo sconfitto ai punti
- 4 = Allo sconfitto per schienata

Con sei penalità o più il lottatore veniva eliminato.

## Risultati
| Legenda                                  | Legenda |
| ---------------------------------------- | ------- |
| Lottatore con 6 penalità o più Eliminato |         |

### 1º Turno
Si è disputato il 16 ottobre
| Vincitore            | Pen. | Risultato  | Sconfitto          | Pen. |
| -------------------- | ---- | ---------- | ------------------ | ---- |
| Fritz Stange         | 1    | Ai Punti   | Andy Fitch         | 3    |
| Masamitsu Ichiguchi  | 0    | Schienata  | Nour Ullah Noor    | 4    |
| Michele Toma         | 1    | Ai Punti   | Tortillano Tumasis | 3    |
| Ion Cernea           | 2    | = Parità = | János Varga        | 2    |
| Bernard Knitter      | 1    | Ai Punti   | Siavash Shafizadeh | 3    |
| Jiří Švec            | 0    | Schienata  | Jang I-Hyeon       | 4    |
| Bishambar Singh      | 1    | Ai Punti   | Moises López       | 3    |
| Vladlen Trostianskiy | 1    | Ai Punti   | Ünver Beşergil     | 3    |
| Tsvyatko Pashkulev   | 1    | Ai Punti   | Kamel Ali El-Sayed | 3    |

### 2º Turno
Si è disputato il 17 ottobre
| Vincitore            | Pen. | Risultato  | Sconfitto          | Pen. |
| -------------------- | ---- | ---------- | ------------------ | ---- |
| Andy Fitch           | 4    | Ai Punti   | Nour Ullah Noor    | 7    |
| Masamitsu Ichiguchi  | 1    | Ai Punti   | Fritz Stange       | 4    |
| János Varga          | 3    | Ai Punti   | Michele Toma       | 4    |
| Ion Cernea           | 3    | Ai Punti   | Bernard Knitter    | 4    |
| Jiří Švec            | 0    | Schienata  | Siavash Shafizadeh | 7    |
| Ünver Beşergil       | 3    | Schienata  | Jang I-Hyeon       | 8    |
| Vladlen Trostianskiy | 2    | Ai Punti   | Bishambar Singh    | 4    |
| Kamel Ali El-Sayed   | 4    | Ai Punti   | Moises López       | 6    |
| Tsvyatko Pashkulev   | 1    | Per ritiro | Tortillano Tumasis | 8    |

### 3º Turno
Si è disputato il 18 ottobre
| Vincitore            | Pen. | Risultato  | Sconfitto       | Pen. |
| -------------------- | ---- | ---------- | --------------- | ---- |
| Fritz Stange         | 4    | Schienata  | Michele Toma    | 8    |
| Masamitsu Ichiguchi  | 2    | Ai Punti   | János Varga     | 7    |
| Ion Cernea           | 4    | Ai Punti   | Jiří Švec       | 3    |
| Vladlen Trostianskiy | 3    | Ai Punti   | Bernard Knitter | 7    |
| Tsvyatko Pashkulev   | 3    | = Parità = | Andy Fitch      | 6    |
| Ünver Beşergil       | 4    | Ai Punti   | Bishambar Singh | 7    |
| Kamel Ali El-Sayed   | 4    | Esentato   |                 |      |

### 4º Turno
Si è disputato il 19 ottobre
| Vincitore            | Pen. | Risultato  | Sconfitto          | Pen. |
| -------------------- | ---- | ---------- | ------------------ | ---- |
| Fritz Stange         | 6    | = Parità = | Kamel Ali El-Sayed | 6    |
| Masamitsu Ichiguchi  | 3    | Ai Punti   | Tsvyatko Pashkulev | 6    |
| Ion Cernea           | 5    | Ai Punti   | Ünver Beşergil     | 7    |
| Vladlen Trostianskiy | 5    | = Parità = | Jiří Švec          | 5    |

### 5º Turno
Si è disputato il 19 ottobre
| Vincitore            | Pen. | Risultato | Sconfitto  | Pen. |
| -------------------- | ---- | --------- | ---------- | ---- |
| Masamitsu Ichiguchi  | 4    | Ai Punti  | Jiří Švec  | 8    |
| Vladlen Trostianskiy | 6    | Ai Punti  | Ion Cernea | 8    |

## Classifica finale
| Pos.    | Atleta               | Nazione          |
| ------- | -------------------- | ---------------- |
| Oro     | Masamitsu Ichiguchi  | Giappone         |
| Argento | Vladlen Trostianskiy | Unione Sovietica |
| Bronzo  | Ion Cernea           | Romania          |
| 4       | Jiří Švec            | Cecoslovacchia   |
| 5       | Tsvyatko Pashkulev   | Bulgaria         |
| 5       | Kamel Ali El-Sayed   | Rep. Araba Unita |
| 5       | Fritz Stange         | Germania         |
| 8       | Ünver Beşergil       | Turchia          |
| 9       | János Varga          | Ungheria         |
| 9       | Andy Fitch           | Stati Uniti      |
| 11      | Bishambar Singh      | India            |
| 11      | Bernard Knitter      | Polonia          |
| 13      | Michele Toma         | Italia           |
| 14      | Moises López         | Messico          |
| 15      | Nour Ullah Noor      | Afghanistan      |
| 15      | Siavash Shafizadeh   | Iran             |
| 17      | Jang I-Hyeon         | Corea del Sud    |
| 18      | Tortillano Tumasis   | Filippine        |